# 業務配合
業配（英語：Advertorial）是台灣媒體業中對於「業務配合」的簡稱，屬於置入性行銷。在台灣的新聞媒體，又稱為編業，即「編務支援業務」。簡言之，是將新聞計價商品化，販賣報紙版面或新聞節目時段予廣告主，供讀者或觀眾閱覽的行為，即「賣新聞」。

## 新聞媒體的業配
台灣新聞媒體的業配，即所謂的「廣告新聞化」或「新聞化廣告」，最早可追溯自《經濟日報》。經濟日報創刊初期處於虧損狀態，於是在1968年成立了「工商服務部」後才逐漸好轉。當時仍屬於台灣戒嚴時期，台灣仍有報禁，報業與電視台是寡占行業，在過去的報紙，通常以「工商服務」版面處理，讀者一望即知「廣告」與「新聞」的區別；至解嚴之後，新聞媒體雨後春筍出現，以及1993年第四台的開放，致使媒體業面臨最大收入來源廣告被瓜分的危機；繼而Web 2.0時代所掀起的新媒體商業革命，讀者閱讀新聞的習慣逐漸由傳統的報紙、電視、廣播電台等轉向網路，因而向廣告主販賣播出時段或版面逐漸形成。

### 區分
業配新聞的區分，多與媒體購買有關。由於台灣新聞媒體在解嚴後呈現爆炸性成長，已經成為買方市場。大抵可分為四類：
1. 策劃報導：指廣告主直接贊助，新聞媒體針對廣告主的產品或議題進行專題報導。
2. 與公關活動搭配：記者對廣告主舉辦的活動進行報導。
3. 新聞話題置入：在報導新聞時提到廣告主的產品或議題，再同時報導相關品牌以偽裝成平衡報導。
4. 談話性節目置入：在談話性節目中提到廣告主的產品或議題，主持人或來賓以「親身體驗」的形式宣傳。

而更細緻的分法，則有包裝成「專案」、「專欄」、「特別企劃」、「專訪」、「論壇」等名目的新聞報導，完全可以依照廣告主的需求與所付價格「量身打造」，不一而足。

### 政府與業配
中華民國政府是在台灣媒體最早，也是出資最多的廣告主。1949年國民政府因國共內戰失利遷台後，中國國民黨中央改造委員會下設第四組（後改組為文工會），負責對媒體的新聞指導、審查、宣傳方針等實際控制，當時即已有以「座談會」方式的置入新聞報導。在老三台陸續開播後，政府也將管制伸入。1976年的《廣播電視法》第26條即規定：「新聞局得指定各公、民營電臺，聯合或分別播送新聞及政令宣導節目。」而其中的政令宣導節目，就是宣傳政府當前或未來的施政。如早年華視的統一發票開獎節目，或三台聯合播出的「行的安全」交通政策宣導節目；又如台灣省政府製播的「農情報導」、「農業專欄」，及「輔導」播出的專題新聞節目：「快樂農家」（台視）、「今日農村」（中視）、「農村曲」（華視）等，然而此時期的政府置入新聞節目會在結尾時標示「本節目由XX單位協助（提供）」，與今日的政府業配新聞相較下稍微負責。

### 「商品」列表
台灣媒體「賣新聞」的品項繁多，以下列舉一部份。
1. 業務專案：媒體的業務部門找廣告主買時段，並在廣告期間內，以穿插報導方式提到廣告主的產品。
2. 政府標案：如在新聞中提到政策、或採訪XX文化節、OO藝術季；或一年一度的大型活動，交由媒體旗下的子公司承辦，故新聞媒體亦需宣傳該活動，如某晚會、某展覽等。
3. 公關新聞：媒體的重要廣告客戶有新產品或新議題發表記者會時，由業務部門向新聞部門提出配合的新聞採訪要求，此種新聞不一定有收入，而是為了維繫與廣告客戶的關係，即典型的業配新聞。
4. 純新聞：如某診所開張，某新品上市，依照付費價格決定「露出」（即報導）次數。
5. 系列報導：在新聞節目中對付費廣告主要求的主題進行一系列採訪報導，依照金額決定在每日新聞時段露出次數。
6. 新聞雜誌：在單日某集節目中對付費廣告主要求的主題進行一整段或一整集的報導，時間長度依照付費價格決定。
7. 談話節目：專訪付費廣告主提供的對象，並與其進行討論，此種新聞購買多以政府單位為主。
8. 片尾：在新聞節目結束前的片段時間介紹廣告主的某產品、某地風景、某人物等。
9. 字幕跑馬：各節新聞中不停使用跑馬預告觀眾將有某產品或某活動的新聞。[3]

## 延伸閱讀
- 林倖妃,陳一姍. . 《天下雜誌》. 2011-04-28, (463)  [2014-11-12]. （原始内容存档于2019-05-03）.（全文需付費）
- 王毓莉.  (PDF). 《新聞學研究》. 2014年4月, (119): 45–79  [2014-11-12]. （原始内容 (PDF)存档于2014-11-12）.
- 黃國師.  (PDF). 《中華傳播學刊》. 2005年12月, (8): 17–25  [2014-11-12]. （原始内容存档 (PDF)于2016-03-04）.
- 林照真.  (PDF). 《中華傳播學刊》. 2005年12月, (8): 27–40  [2014-11-12]. （原始内容存档 (PDF)于2016-03-04）.
- 陳炳宏.  (PDF). 《中華傳播學刊》. 2005年12月, (8): 209–246  [2014-11-12]. （原始内容存档 (PDF)于2020-11-24）.
- 黃哲斌. . Puomo Digital Publishing & Marketing, LLC. 2013-09-29: 22–. GGKEY:5ETG8A03Z1A.（免費，可線上閱讀）